# Bees in His Bonnet
Bees in His Bonnet er en amerikansk stumfilm fra 1918 af Gilbert Pratt.

## Medvirkende
- Harold Lloyd
- Snub Pollard
- Bebe Daniels
- William Blaisdell
- Sammy Brooks